# Shāh Bāzān
Shāh Bāzān (persiska: شاه بازان, Shāhbāzān, شاهبازان, كَنيز قَنبَری) är en ort i Iran.   Den ligger i provinsen Hormozgan, i den sydöstra delen av landet, 1 100 km sydost om huvudstaden Teheran. Shāh Bāzān ligger 38 meter över havet och antalet invånare är 186.
Terrängen runt Shāh Bāzān är platt, och sluttar söderut.Runt Shāh Bāzān är det ganska glesbefolkat, med 50 invånare per kvadratkilometer. Närmaste större samhälle är Balooli, 9,5 km nordost om Shāh Bāzān. Trakten runt Shāh Bāzān är ofruktbar med lite eller ingen växtlighet.